# 褐背柳
褐背柳（学名：Salix daltoniana）是杨柳科柳属的植物。分布于印度、不丹、锡金、尼泊尔以及中国大陆的西藏等地，生长于海拔3,000米至4,400米的地区，常生于山坡灌丛中，目前尚未由人工引种栽培。